# Język muani
Język muani (mwani, kimwani, muane, mwane, ibo, quimuane) – język z grupy suahilskich używany w Mozambiku, zapisywany alfabetem łacińskim lub pismem arabskim. Jego zamienna nazwa – „ibo” – odnosi się także do innego języka – języka igbo spotykanego w Nigerii.

## Dialekty
- wibo (kiwibo) – o charakterze prestiżowym
- kisanga (kikisanga, quissanga)
- nkodżo (kinkodżo)
- nsimbua (kinsimbwa)